# Liste des municipalités du Portugal
Voici une liste des municipalités du Portugal.
Ces concelhos ou municípios sont un échelon administratif intermédiaire entre la collectivité territoriale de base (la freguesia, parfois improprement traduite par « paroisse » ou « paroisse civile ») et l'échelon moyen, celui du district.
Actuellement (2006) au Portugal, on compte 308 municipalités, dont une sous domination espagnole (Olivença).
- Haut – A
- B
- C
- D
- E
- F
- G
- H
- I
- J
- K
- L
- M
- N
- O
- P
- Q
- R
- S
- T
- U
- V
- W
- X
- Y
- Z

## A
| Blason | Municipalité       | Depuis |
|        | Abrantes           | 1179 |
|        | Águeda             | 1834 |
|        | Aguiar da Beira    | 1120 |
|        | Alandroal          | 1486 |
|        | Albergaria-a-Velha | 1117 (carta de couto); 1124 (foral de D. Teresa)                                                                       |
|        | Albufeira          | 1504 |
|        | Alcácer do Sal     | 1218 |
|        | Alcanena           | 8 mai de 1914 (desannexé de Santarém)                                                                                  |
|        | Alcobaça           | 1153 (carta de couto de D. Afonso Henriques); 1210 (carta de foral do abade de Alcobaça)                               |
|        | Alcochete          | 7 janvier 1515 ; annexé le 26 septembre 1895 à Aldeia Galega do Ribatejo et restauré definitivement le 15 janvier 1898 |
|        | Alcoutim           | 9 janvier 1304 |
|        | Alenquer           | 1212 |
|        | Alfândega da Fé    | 8 mai 1294 |
|        | Alijó              | avril 1226 |
|        | Aljezur            | 12 novembre 1280 |
|        | Aljustrel          | 1252 (foral de D. Afonso III)                                                                                          |
|        | Almada             | 1190 |
|        | Almeida            | 6 décembre 1296 |
|        | Almeirim           | 1483 |
|        | Almodôvar          | 1285 |
|        | Alpiarça           | 2 avril 1914 (desannexé de Almeirim)                                                                                   |
|        | Alter do Chão      | 1232 |
|        | Alvaiázere         | 1200 |
|        | Alvito             | 1280 |
|        | Amadora            | 11 septembre 1979 |
|        | Amarante           | |
|        | Amares             | 8 avril 1514 |
|        | Anadia             | 21 août 1514 (foral de D. Manuel I)                                                                                    |
|        | Angra do Heroísmo  | 1478 |
|        | Ansião             | 5 mai 1514 |
|        | Arcos de Valdevez  | 1515 |
|        | Arganil            | 25 décembre 1114 |
|        | Armamar            | 1514 (foral de D. Manuel I); anteriormente era terra regalenga                                                         |
|        | Arouca             | 1132 (carta de couto de D. Afonso Henriques); 1513 (foral de D. Manuel I)                                              |
|        | Arraiolos          | 1290 (foral de D. Dinis)                                                                                               |
|        | Arronches          | 16 juin 1255 |
|        | Arruda dos Vinhos  | 1172 |
|        | Aveiro             | 4 août 1515 |
|        | Aviz (Avis)        | 1218 |
|        | Azambuja           | 1200 |

## B
| Blason | Municipalité | Depuis       |
|        | Baião        | 1513         |
|        | Barcelos     | 1166         |
|        | Barrancos    | 1295         |
|        | Barreiro     | 1521         |
|        | Batalha      | 18 mars 1500 |
|        | Beja         | 1254         |
|        | Belmonte     | 1199         |
|        | Benavente    | 1200         |
|        | Bombarral    | 1914         |
|        | Borba        | 1302         |
|        | Boticas      | 1836         |
|        | Braga        |              |
|        | Bragance     | 1187         |

## C
| Blason | Municipalité         | Depuis            |
|        | Cabeceiras de Basto  | 1514              |
|        | Cadaval              | 1371              |
|        | Caldas da Rainha     | 1821              |
|        | Calheta (Açores)     | 3 juin 1534       |
|        | Calheta (Madère)     | 1er juin 1502     |
|        | Câmara de Lobos      | 1835              |
|        | Caminha              | 24 juillet 1284   |
|        | Campo Maior          | 31 mai 1260       |
|        | Cantanhede           | 1514              |
|        | Carrazeda de Ansiães | 1075              |
|        | Carregal do Sal      | 1836              |
|        | Cartaxo              | 1815              |
|        | Cascais              | 1364              |
|        | Castanheira de Pera  | 15 novembre 1502  |
|        | Castelo Branco       | 1213              |
|        | Castelo de Paiva     | 1er décembre 1513 |
|        | Castelo de Vide      | 1276              |
|        | Castro Daire         | avant 1185        |
|        | Castro Marim         | 1277              |
|        | Castro Verde         | 1510              |
|        | Celorico da Beira    | avant 1185        |
|        | Celorico de Basto    | 1520              |
|        | Chamusca             | 1561              |
|        | Chaves               | 1258              |
|        | Cinfães              | 1513              |
|        | Coimbra              | 1085              |
|        | Condeixa-a-Nova      | 1514              |
|        | Constância           | 1571              |
|        | Coruche              | 26 mai 1182       |
|        | Corvo                | 1832              |
|        | Covilhã              | 1186              |
|        | Crato (Portugal)     | 1232              |
|        | Cuba                 | 1782              |

## E
| Blason | Municipalité  | Depuis                                                 |
|        | Elvas         | 1229 (foral de D. Sancho II)                           |
|        | Entroncamento | 24 novembre 1945 (desannexé de Vila Nova da Barquinha) |
|        | Espinho       | 1899                                                   |
|        | Esposende     | 19 août 1572                                           |
|        | Estarreja     |                                                        |
|        | Estremoz      | 1258                                                   |
|        | Évora         | 1166                                                   |

## F
| Blason | Municipalité                | Depuis |
|        | Fafe                        | 1513   |
|        | Faro                        | 1266   |
|        | Felgueiras                  | 1514   |
|        | Ferreira do Alentejo        | 1516   |
|        | Ferreira do Zêzere          | 1222   |
|        | Figueira da Foz             | 1771   |
|        | Figueira de Castelo Rodrigo | 1209   |
|        | Figueiró dos Vinhos         | 1204   |
|        | Fornos de Algodres          |        |
|        | Freixo de Espada à Cinta    | 1152   |
|        | Fronteira                   | 1512   |
|        | Funchal                     | 1454   |
|        | Fundão                      | 1747   |

## G
| Blason | Municipalité | Depuis                                  |
|        | Gavião       | 1519                                    |
|        | Góis         | 1516                                    |
|        | Golegã       | 3 novembre 1534                         |
|        | Gondomar     | 1193                                    |
|        | Gouveia      | 1186                                    |
|        | Grândola     | 22 octobre 1544                         |
|        | Guarda       | 27 novembre 1199 (foral de D. Sancho I) |
|        | Guimarães    | 1096                                    |

## H
| Blason | Municipalité | Depuis |
|        | Horta        | 1498   |

## I
| Blason | Municipalité  | Depuis |
|        | Idanha-a-Nova | 1206   |
|        | Ílhavo        | 1296   |

## L
| Blason | Municipalité     | Depuis          |
|        | Lagoa (Açores)   | 1522            |
|        | Lagoa (Algarve)  | 16 janvier 1773 |
|        | Lagos (Portugal) | c. 1255         |
|        | Lajes das Flores | 1515            |
|        | Lajes do Pico    | 1501            |
|        | Lamego           | 1191            |
|        | Leiria           | 1142            |
|        | Lisbonne         | 1179            |
|        | Loulé            | 1266            |
|        | Loures           | 1886            |
|        | Lourinhã         | 1160            |
|        | Lousã            | 25 octobre 1513 |
|        | Lousada          | 1514            |

## M
| Blason | Municipalité                          | Depuis           |
|        | Mação                                 | 1355             |
|        | Macedo de Cavaleiros                  | 1853             |
|        | Machico                               | 1451             |
|        | Madalena                              | 1723             |
|        | Mafra                                 | 1189             |
|        | Maia                                  | 1519             |
|        | Mangualde                             | 1102             |
|        | Manteigas                             | 1188             |
|        | Marco de Canaveses                    | 1852             |
|        | Marinha Grande                        | 1836             |
|        | Marvão                                | 1226             |
|        | Matosinhos                            | 1514             |
|        | Mealhada                              | 1514             |
|        | Mêda                                  | 1519             |
|        | Melgaço                               | 1181             |
|        | Mértola                               | 1254             |
|        | Mesão Frio                            | 1152             |
|        | Mira                                  | 1442             |
|        | Miranda do Corvo                      | 1136             |
|        | Miranda do Douro (Miranda de l Douro) | 1136             |
|        | Mirandela                             | 1250             |
|        | Mogadouro                             | 27 décembre 1272 |
|        | Moimenta da Beira                     | 1189             |
|        | Moita                                 | 5 novembre 1691  |
|        | Monção                                | 12 mars 1261     |
|        | Monchique                             | 1773             |
|        | Mondim de Basto                       |                  |
|        | Monforte                              | 1257             |
|        | Montalegre                            | 9 juin 1273      |
|        | Montemor-o-Novo                       | 1203             |
|        | Montemor-o-Velho                      | 1212             |
|        | Montijo                               | 1514             |
|        | Mora                                  | 1519             |
|        | Mortágua                              | 1192             |
|        | Moura                                 | 1295             |
|        | Mourão                                | 1296             |
|        | Murça                                 | 1224             |
|        | Murtosa                               | 1926             |

## N
| Blason | Municipalité | Depuis                     |
|        | Nazaré       | 1514 (foral de Pederneira) |
|        | Nelas        | 1140 (foral de Senhorim)   |
|        | Nisa         | 1232                       |
|        | Nordeste     | 1514                       |

## O
| Blason | Municipalité                    | Depuis                             |
|        | Óbidos                          | 1195                               |
|        | Odemira                         | 1256                               |
|        | Odivelas                        | 19 novembre 1998                   |
|        | Oeiras                          | 22 juin 1759 (alvará de D. José I) |
|        | Oleiros                         | 1233                               |
|        | Olhão (ou Olhão da Restauração) | 1808                               |
|        | Oliveira de Azeméis             | 1779                               |
|        | Oliveira de Frades              |                                    |
|        | Oliveira do Bairro              | 1514                               |
|        | Oliveira do Hospital            | 1514                               |
|        | Ourém                           | 1180                               |
|        | Ourique                         | 1290                               |
|        | Ovar                            |                                    |

## P
| Blason | Municipalité        | Depuis                                  |
|        | Paços de Ferreira   | 6 novembre 1836                         |
|        | Palmela             | 1185                                    |
|        | Pampilhosa da Serra | 1308                                    |
|        | Paredes             | 1836                                    |
|        | Paredes de Coura    | 1257                                    |
|        | Pedrógão Grande     | 1206                                    |
|        | Penacova            | 1192                                    |
|        | Penafiel            | 1519                                    |
|        | Penalva do Castelo  | 1240                                    |
|        | Penamacor           | 1189                                    |
|        | Penedono            | 1195                                    |
|        | Penela              | juillet 1137                            |
|        | Peniche             | 1609                                    |
|        | Peso da Régua       | 1836                                    |
|        | Pinhel              | 1209                                    |
|        | Pombal              | 1174                                    |
|        | Ponta Delgada       | 1449                                    |
|        | Ponta do Sol        | 2 décembre 1501                         |
|        | Ponte da Barca      | 1125                                    |
|        | Ponte de Lima       | 1125                                    |
|        | Ponte de Sor        | 1199                                    |
|        | Portalegre          | 1259                                    |
|        | Portel              | 1262                                    |
|        | Portimão            | 1453                                    |
|        | Porto               | 1123 (foral de D. Hugo, bispo do Porto) |
|        | Porto de Mós        | 24 juillet 1305 (foral de D. Dinis)     |
|        | Porto Moniz         | 1835                                    |
|        | Porto Santo         | 1835                                    |
|        | Póvoa de Lanhoso    | 1292                                    |
|        | Póvoa de Varzim     | 1308 (foral de D. Dinis)                |
|        | Povoação            | 1839                                    |
|        | Praia da Vitória    | 1480                                    |
|        | Proença-a-Nova      | 1242                                    |

## R
| Blason | Municipalité          | Depuis                              |
|        | Redondo               | 1250                                |
|        | Reguengos de Monsaraz | 15 janvier 1276 (foral de Monsaraz) |
|        | Resende               | 1514                                |
|        | Ribeira Brava         | 1914                                |
|        | Ribeira de Pena       | 1331                                |
|        | Ribeira Grande        | 1507                                |
|        | Rio Maior             | 1836                                |

## S
| Blason | Municipalité             | Depuis                                 |
|        | Sabrosa                  | 1836                                   |
|        | Sabugal                  | 1296                                   |
|        | Salvaterra de Magos      | 1er juin 1295                          |
|        | Santa Comba Dão          | 1514                                   |
|        | Santa Cruz               | 26 juin de 1515                        |
|        | Santa Cruz da Graciosa   | 1486                                   |
|        | Santa Cruz das Flores    | 1548                                   |
|        | Santa Maria da Feira     | 1514                                   |
|        | Santa Marta de Penaguião | 1202                                   |
|        | Santana                  | 1832                                   |
|        | Santarém                 | 1095                                   |
|        | Santiago do Cacém        | 1512                                   |
|        | Santo Tirso              | 1834                                   |
|        | São Brás de Alportel     | 1er juin 1914                          |
|        | São João da Madeira      | 11 octobre 1926                        |
|        | São João da Pesqueira    | 1055                                   |
|        | São Pedro do Sul         | 1836                                   |
|        | São Roque do Pico        | 1542                                   |
|        | São Vicente              | 25 août 1744                           |
|        | Sardoal                  | 1313?; 22 septembre 1531               |
|        | Sátão                    | 1111                                   |
|        | Seia                     | 1136                                   |
|        | Seixal                   | 6 novembre 1836 (Foral de D. Maria II) |
|        | Sernancelhe              | 1124                                   |
|        | Serpa                    | 1295                                   |
|        | Sertã                    | 1455                                   |
|        | Sesimbra                 | 1201                                   |
|        | Setúbal                  | 1250                                   |
|        | Sever do Vouga           | 29 avril 1514                          |
|        | Silves                   | 1266                                   |
|        | Sines                    | 1362                                   |
|        | Sintra                   | 9 janvier 1154                         |
|        | Sobral de Monte Agraço   | 1519                                   |
|        | Soure                    | 1111                                   |
|        | Sousel                   |                                        |

## T
| Blason | Municipalité      | Depuis                                |
|        | Tábua             | 1514                                  |
|        | Tabuaço           |                                       |
|        | Tarouca           | 1262                                  |
|        | Tavira            | 1266                                  |
|        | Terras de Bouro   | 1514                                  |
|        | Tomar             | 1162                                  |
|        | Tondela           | 1515                                  |
|        | Torre de Moncorvo | 1225 (foral de D. Sancho II)          |
|        | Torres Novas      | 1190                                  |
|        | Torres Vedras     | 15 août 1250 (foral de D. Afonso III) |
|        | Trancoso          | 1157                                  |
|        | Trofa             | 19 novembre 1998                      |

## V
| Blason | Municipalité               | Depuis                                                    |
|        | Vagos                      | 12 août de 1514                                           |
|        | Vale de Cambra             | 1514                                                      |
|        | Valença                    | 1217                                                      |
|        | Valongo                    | 1836                                                      |
|        | Valpaços                   | 1836                                                      |
|        | Velas                      | 1500                                                      |
|        | Vendas Novas               | 7 septembre 1962 (desannexé de Montemor-o-Novo)           |
|        | Viana do Alentejo          | 1313                                                      |
|        | Viana do Castelo           | 1258                                                      |
|        | Vidigueira                 | 1514                                                      |
|        | Vieira do Minho            | 1514                                                      |
|        | Vila de Rei                | 19 septembre 1285                                         |
|        | Vila do Bispo              | 1662                                                      |
|        | Vila do Conde              | 1516                                                      |
|        | Vila do Porto              | 1470                                                      |
|        | Vila Flor                  | 24 mai 1286                                               |
|        | Vila Franca de Xira        | 1212                                                      |
|        | Vila Franca do Campo       | 1472                                                      |
|        | Vila Nova da Barquinha     | 6 novembre 1836                                           |
|        | Vila Nova de Cerveira      | 1321                                                      |
|        | Vila Nova de Famalicão     | 1205                                                      |
|        | Vila Nova de Foz Côa       | 1299                                                      |
|        | Vila Nova de Gaia          | 1255                                                      |
|        | Vila Nova de Paiva         | 1514                                                      |
|        | Vila Nova de Poiares       | 1836                                                      |
|        | Vila Pouca de Aguiar       | 1206                                                      |
|        | Vila Real                  | 1289                                                      |
|        | Vila Real de Santo António | 1774                                                      |
|        | Vila Velha de Ródão        | 8 novembre 1296                                           |
|        | Vila Verde                 | 1855                                                      |
|        | Vila Viçosa                | 1270                                                      |
|        | Vimioso                    | 1516                                                      |
|        | Vinhais                    | 20 mai 1253                                               |
|        | Viseu                      | 1123                                                      |
|        | Vizela                     | créée en 1361; éteinte en 1408; restaurée le 19 mars 1998 |
|        | Vouzela                    | 1836                                                      |